# Quatrième circonscription de la préfecture de Niigata
La quatrième circonscription de la préfecture de Niigata (新潟県第4区, Niigata-ken dai-yon-ku) est l'une des cinq circonscriptions législatives que compte la préfecture de Niigata au Japon.

## Description géographique
Entre 1994 et 2013, la quatrième circonscription de la préfecture de Niigata regroupait les villes de Sanjō, Niitsu (ja), Kamo, Mitsuke, Tochio (ja) et Shirone (ja), le district de Minamikanbara et une partie du district de Nakakanbara (ja) comprenant les bourgs de Kosudo (ja) et Kameda (ja) et le village — devenu entre-temps un bourg — de Yokogoshi (ja).
Entre 2013 et 2022, elle englobait les villes de Sanjō, Kamo et Mitsuke, une partie des villes de Niigata et Nagaoka et le district de Minamikanbara. À Niigata, elle incluait l'arrondissement d'Akiha et une partie des arrondissements de Kita, Higashi, Chūō, Kōnan et Minami.
Depuis 2022, elle comprend les villes de Nagaoka, Kashiwazaki, Ojiya et Mitsuke et les districts de Santō et Kariwa,.

## Députés
| Législature | Début de mandat | Fin de mandat | Député élu             | Parti politique | Parti politique |
| ----------- | --------------- | ------------- | ---------------------- | --------------- | --------------- |
| 41e         | 1996            | 2000          | Hirohisa Kurihara (ja) |                 | PLD             |
| 42e         | 2000            | 2003          | Hirohisa Kurihara (ja) |                 | PLD             |
| 43e         | 2003            | 2005          | Makiko Kikuta          |                 | PDJ             |
| 44e         | 2005            | 2009          | Makiko Kikuta          |                 | PDJ             |
| 45e         | 2009            | 2012          | Makiko Kikuta          |                 | PDJ             |
| 46e         | 2012            | 2014          | Megumi Kaneko          |                 | PLD             |
| 47e         | 2014            | 2017          | Megumi Kaneko          |                 | PLD             |
| 48e         | 2017            | 2021          | Makiko Kikuta          |                 | SE              |
| 49e         | 2021            | 2024          | Makiko Kikuta          |                 | PDC             |
| 50e         | 2024            | -             | Ryūichi Yoneyama       |                 | PDC             |